# ミニメトロ (ゲーム)
ミニメトロ（Mini Metro）はニュージーランドのインディーゲームスタジオDinosaur Polo Clubが開発したパズルゲーム。配信はNintendo Switch版ではRadial Games、それ以外ではDinosaur Polo Clubが行っている。

## 概要
プレイヤーは実在の都市に作られた架空の地下鉄の運営者となり、線路敷設、車両の設営、路線の効率化、設備投資を行う。ゲーム内のグラフィックは路線図がベースになっており、車両は長方形、駅と乗客は○・△・□などの記号で表現されるなど、シンプルなデザインが用いられている。
本作の原型は2013年4月末に3日間の日程で行われたゲームジャム「Ludum Dare 26」においてDinosaur Polo Clubが制作した作品『Mind the Gap』で、その後、2014年3月にSteamの「Steam Greenlight」に本作が採用され、同年8月11日にSteamの早期アクセス版がリリース、2015年11月9日に製品版がリリースされた。
ゲームプレイ中に用いられるサウンドはディザスターピースことリッチ・ブリーランド（Rich Vreeland）が主に手掛けている。本作のBGMにはミニマル・ミュージックが全編にわたり用いられているが、ブリーランドは本作のミニマリズムの作風に大きく影響されたといい、ミニマル・ミュージックの作曲家であるスティーヴ・ライヒとフィリップ・グラスの楽曲やノーマン・マクラレンの実験的な短編アニメ映画『Dots』からインスパイアされたと語っている。

## ゲームプレイ
- 概要

このゲームは戦略性を持ったパズルゲームであり、プレイヤーは急速に成長する都市のために効率的な鉄道輸送ネットワークを構築することになる。
- マップ

主に実在の都市をモチーフにしておりマップにより地形が異なる。敷設する交通機関は必ずしも地下鉄とは限らず（トラム等）、川や海などを乗り越える為の手段が異なる場合（橋・トンネル）があるが基本的なルールは変わらない。なお、路線の色分けも都市によって異なるが概ねモチーフとなっている都市において実際に運行されている交通機関の路線図等で用いられるカラーリングに沿っている。
- 基本ルール

駅に現れる客（図形で示される）を車両（先頭車両）で輸送して示されている同じ図形の駅に降車させることがこのゲームの主たる目的であり、この降車人数がゲームのスコアとなる。いずれのマップでもゲームは3つの駅（○□△・●■▲）から始まり、駅と駅を繋ぐと路線が完成する。路線は起点と終点を同じ駅にすることで環状線として敷設可能であるが、それ以外の途中駅において同じ駅を2回以上経由するルートでの敷設は出来ない。ゲームの進行により駅が各所に発生し、また◇や☆などといった特殊記号も発生する。そうして次第に路線は複雑化するが、駅の発生位置はランダムとなっており、同じマップでプレーしても毎回違うゲーム性になる。
- ゲームの進行

ゲーム内では時間の流れがあり、1週間経過ごとにグレードアップ用のコンテンツを2種類入手できる。1種類目は必ず先頭車両となり基本的には先頭車両1両で固定となっているが、マップによっては「普通の先頭車両2両」か「特殊な先頭車両1両」の選択制になるなど例外もある。2種類目は路線、車両（先頭車両に連結させることで乗車人数の上限が増加）、トンネル/橋（川などの地形に路線を通す際に必要）、乗換駅（既存駅のキャパシティ増加）からランダムで2種類が候補に上がりそのうち1つを選択する。駅で待つ客の数が許容量を超えると駅の周りに円状のゲージが出現し、ゲージが溜まり切るまでに状況を解消できなければゲームオーバーとなる。
- ゲームモード

このゲームには複数のゲームモードがある。この内、「ノーマル」では混雑を未然に防ぐことを目的とし、ゲームオーバー後、混雑が起こらない「エンドレス」でゲームを継続することが可能。この他にも、路線の変更が不可の「エクストリーム」、駅の配置や列車を自由に配置してプレイする「クリエイティブ」、日替わりで指定されるマップをプレイし他のユーザーとスコアを競う「デイリー」がある。Nintendo Switch版では最大4人までの同時プレイに対応している。

## 受賞・ノミネート
- 2014 IndieCade（英語版） Awards ノミネート[13][14]
- 第17回ゲーム・デベロッパーズ・チョイス・アワード 「Best Mobile/Handheld Game」ノミネート[15]
- 2016 Independent Games Festival 「Excellence in Audio」受賞、「Seumas McNally Grand Prize」「Excellence in Visual Art」「Excellence in Design」ノミネート[16]
- British Academy Games Awards 2016 「Debut Game in 2016」ノミネート[17]